# David Perron
David Perron (* 28. května 1988 Sherbrooke, Québec) je kanadský profesionální útočník ledního hokeje hrající za klub Ottawa Senators v severoamerické lize National Hockey League (NHL). Byl draftován Blues v prvním kole z 26. místa při draftu do NHL v roce 2007. V NHL hrál také za týmy Edmonton Oilers, Pittsburgh Penguins, Anaheim Ducks a Vegas Golden Knights. V roce 2019 vyhrál s Blues Stanley Cup.

## Hráčská kariéra

### Junior
S hokejem začal v rodném Sherbrooke v roce 2001 s místními týmy v turnajích Quebec International Pee-Wee.
V sezóně 2005–06 odehrál 51 zápasů v týmu Saint-Jérôme Panthers v lize Quebec Junior AAA Hockey League. Následující sezónu debutoval v QJMHL, kde exceloval a vedl svůj tým Lewiston Maineiacs v kanadských bodech s 83 body v 70 zápasech. Maineiacs vyhráli President's Cup a zúčastnili se Memorial Cupu.

### Profesionální kariéra

#### St. Louis Blues
Perron byl do NHL draftován v prvním kole z 26. místa týmem St. Louis Blues v roce 2007. 2. října 2007 bylo potvrzeno, že Perron zahájí sezónu rovnou v NHL s St. Louis Blues po působivých výkonech na tréninkovém kempu. Jeho postup byl působivý, protože méně než tři roky před odehráním svého prvního zápasu v NHL hrál stále na úrovni Midget B ve svém rodném městě Sherbrooke. 3. listopadu 2007 vstřelil svůj první gól v NHL proti týmu Chicago Blackhawks. Nováčkovskou sezónu dokončil s 27 body, hned další sezónu svůj bodový zisk však téměř zdvojnásobil (50 bodů). Svůj první hattrick nastřílel 10. listopadu 2009 proti týmu Vancouver Canucks.

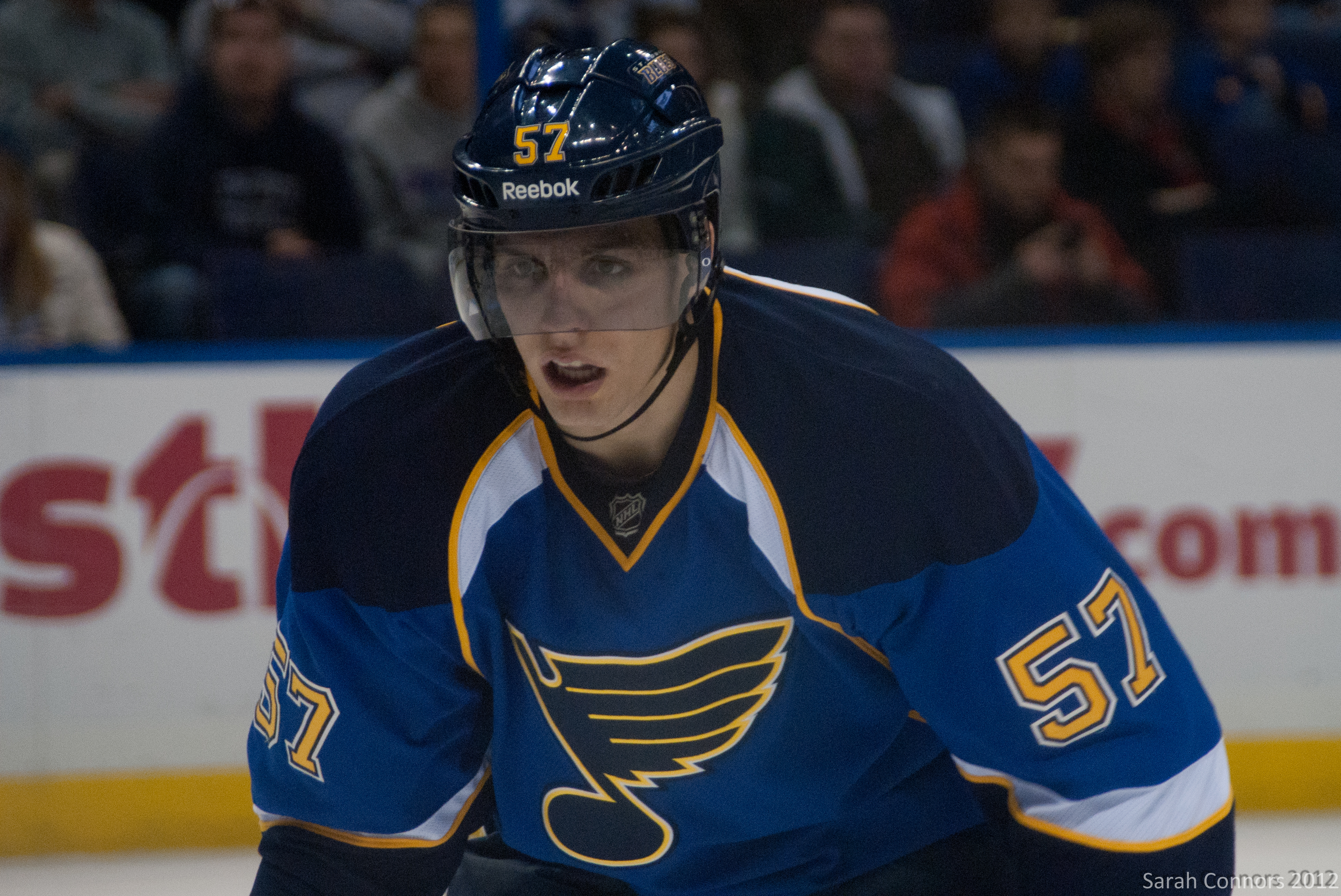
Perron s Blues v roce 2012

Během léta 2010 podepsal Perron s Blues dvouletou smlouvu v hodnotě 4,3 milionu dolarů. V prvních deseti zápasech sezóny 2010–11 skóroval pětkrát. 4. listopadu 2010 utrpěl otřes mozku po zásahu loktem Joe Thorntona ze San Jose Sharks, což jej vyřadilo z akce na 13 měsíců. Na led se vrátil až v rozehrané sezóně 2011–12 NHL, kdy v 57 zápasech posbíral 42 bodů. V play-off vstřelil vítězný gól v sérii proti San Jose Sharks v prvním kole. 5. července 2012 podepsal s Blues čtyřleté prodloužení smlouvy za 15,25 milionu dolarů. Ve výlukou zkrácené sezóně 2012-13 získal v 48 zápasech 25 bodů.

#### Edmonton Oilers
10. července 2013 byl Perron vyměněn do týmu Edmonton Oilers za Magnuse Paajarviho a výběr v druhém kole draftu v roce 2014. V první sezóně s Oilers odehrál 78 zápasů a posbíral 57 bodů, čímž překonal své osobní maximum.

#### Pittsburgh Penguins
2. ledna 2015 byl vyměněn do týmu Pittsburgh Penguins za Roba Klinkhammera a výběr v prvním kole draftu. Debutoval o noc později, kdy vstřelil jediný gól Penguins v prohře 4-1 proti Montreal Canadiens.

#### Anaheim Ducks
Sezóna 2015–16 nebyla pro Perrona v Penguins úspěšná a 16. ledna 2016 byl společně s Adamem Clendeningem vyměněn do týmu Anaheim Ducks za útočníka Carla Hagelina. Za Ducks odehrál 28 zápasů v základní části a získal 20 bodů.

#### Návrat do St. Louis Blues
1. července 2016 podepsal jako volný agent dvouletý kontrakt s St. Louis Blues. Za Blues odehrál v sezóně 2016-17 každý z 82 zápasů, nastřílel 18 gólu a celkem posbíral 46 bodů.

#### Vegas Golden Knights
21. června 2017 byl během rozšiřovacího draftu NHL ponechán nechráněn a byl si vybrán Vegas Golden Knights do týmu. V sezóně s Knights odehrál 70 zápasu a s 66 body překonal své osobní maximum.

#### Druhý návrat do St. Louis Blues
1. července 2018 podepsal čtyřletou smlouvu s Blues.
V roce 2019 vyhrál s Blues Stanley Cup, první v 52leté historii tohoto klubu. V play-off vstřelil sedm gólů a posbíral 16 bodů v 26 zápasech.

### Klubové statistiky
| Sezóna      | Klub                  | Soutěž      |      | Základní část | Základní část | Základní část | Základní část | Základní část |    | Play off | Play off | Play off | Play off | Play off |
| Sezóna      | Klub                  | Soutěž      | Z    | G             | A             | B             | TM            | Z             | G  | A        | B        | TM       |          |          |
| 2005/06     | Saint-Jérôme Panthers | QJAHL       | 51   | 24            | 45            | 69            | 92            | —             | —  | —        | —        | —        |          |          |
| 2006/07     | Lewiston Maineiacs    | QMJHL       | 70   | 39            | 44            | 83            | 75            | 17            | 12 | 16       | 28       | 22       |          |          |
| 2007/08     | St. Louis Blues       | NHL         | 62   | 13            | 14            | 27            | 38            | —             | —  | —        | —        | —        |          |          |
| 2008/09     | St. Louis Blues       | NHL         | 81   | 15            | 35            | 50            | 50            | 4             | 1  | 1        | 2        | 4        |          |          |
| 2009/10     | St. Louis Blues       | NHL         | 82   | 20            | 27            | 47            | 60            | —             | —  | —        | —        | —        |          |          |
| 2010/11     | St. Louis Blues       | NHL         | 10   | 5             | 2             | 7             | 12            | —             | —  | —        | —        | —        |          |          |
| 2011/12     | St. Louis Blues       | NHL         | 57   | 21            | 21            | 42            | 19            | 9             | 1  | 4        | 5        | 10       |          |          |
| 2012/13     | St. Louis Blues       | NHL         | 48   | 10            | 15            | 25            | 44            | 6             | 0  | 2        | 2        | 6        |          |          |
| 2013/14     | Edmonton Oilers       | NHL         | 78   | 28            | 29            | 57            | 90            | —             | —  | —        | —        | —        |          |          |
| 2014/15     | Edmonton Oilers       | NHL         | 38   | 5             | 14            | 19            | 20            | —             | —  | —        | —        | —        |          |          |
| 2014/15     | Pittsburgh Penguins   | NHL         | 43   | 12            | 10            | 22            | 42            | 5             | 0  | 1        | 1        | 4        |          |          |
| 2015/16     | Pittsburgh Penguins   | NHL         | 43   | 4             | 12            | 16            | 28            | —             | —  | —        | —        | —        |          |          |
| 2015/16     | Anaheim Ducks         | NHL         | 28   | 8             | 12            | 20            | 34            | 7             | 1  | 2        | 3        | 8        |          |          |
| 2016/17     | St. Louis Blues       | NHL         | 82   | 18            | 28            | 46            | 54            | 11            | 0  | 1        | 1        | 8        |          |          |
| 2017/18     | Vegas Golden Knights  | NHL         | 70   | 16            | 50            | 66            | 50            | 15            | 1  | 8        | 9        | 10       |          |          |
| 2018/19     | St. Louis Blues       | NHL         | 57   | 23            | 23            | 46            | 46            | 26            | 7  | 9        | 16       | 16       |          |          |
| 2019/20     | St. Louis Blues       | NHL         | 71   | 25            | 35            | 60            | 52            | 9             | 4  | 5        | 9        | 8        |          |          |
| 2020/21     | St. Louis Blues       | NHL         | 56   | 19            | 39            | 58            | 22            | —             | —  | —        | —        | —        |          |          |
| 2021/22     | St. Louis Blues       | NHL         | 67   | 27            | 30            | 57            | 48            | 12            | 9  | 4        | 13       | 10       |          |          |
| 2022/23     | Detroit Red Wings     | NHL         | 82   | 24            | 32            | 56            | 52            | —             | —  | —        | —        | —        |          |          |
| 2023/24     | Detroit Red Wings     | NHL         | 76   | 17            | 30            | 47            | 55            | —             | —  | —        | —        | —        |          |          |
| NHL celkově | NHL celkově           | NHL celkově | 1131 | 310           | 458           | 768           | 825           | 104           | 24 | 37       | 61       | 84       |          |          |

## Ocenění
| Cena                          | Rok  |        |
| ----------------------------- | ---- | ------ |
| NHL                           |      |        |
| NHL YoungStar                 | 2008 |        |
| Stanley Cup (St. Louis Blues) | 2019 | [ 13 ] |